# مگان جاسترب
مگان جاسترب (انگلیسی: Megan Jastrab؛ زادهٔ ۲۹ ژانویهٔ ۲۰۰۲) دوچرخه‌سوار اهل ایالات متحده آمریکا است.
وی در مسابقات کشوری و بین‌المللی در مجموع برندهٔ ۱ مدال برنز شده‌است.